# Успенская Тихонова пустынь
Успенская Тихонова пустынь (Калужская Свято-Тихонова пустынь) — мужской монастырь Калужской епархии Русской православной церкви, расположенный в селе Льва Толстого Калужской области.

## История

### XV век
Обитель была основана преподобным Тихоном Калужским в XV веке. Святой поселился в дремучем лесу, в дупле исполинского дуба. Преподобный Тихон вырыл колодец, в настоящее время находящийся в скиту «Живоносный источник» в двух километрах от монастыря. Известие о святой жизни подвижника привлекло к нему учеников. Около него стали собираться братия.
Согласно житию, во время охоты преподобного ударил по щеке князь Боровский Ярослав Владимирович (по другой версии его сын князь Василий Ярославич). Его рука тотчас окаменела. Преподобный Тихон стал молиться за князя, и после выздоровления князь обещал пожертвовать деньги на строительство обители.
Первой была построена церковь в честь Успения Пресвятой Богородицы.
В 1480 году для Руси настало великое событие — «Великое стояние на реке Угре». В этом сражении встретилось русское войско князя Ивана III Васильевича, с войсками хана Большой Орды Ахмата. Перед битвой преподобный Тихон благословил Ивана Васильевича на победу. Монахи монастыря молились о победе русского войска, укрепляли дух воинов, исповедовали и причащали их перед боем, оказывали помощь раненным, отпевали погибших, оказывали им материальную помощь.
29 июня 1492 года преподобный Тихон мирно отошёл ко Господу, приняв великую схиму. У его мощей совершались, и совершаются многочисленные исцеления.

### XVI век
Преемником святого Тихона стал преподобный Никифор, один из первых его учеников. О нём очень мало чего известно. По преданию, он основал Спасо-Воротынский монастырь на устье Угры.
Преподобный Тихон был канонизирован в 1551 году на Стоглавом соборе. Ему было установлено празднование — 29 июня, в день преставления святого. Его мощи открыто почивали в Успенской церкви обители. В конце XVI века царь Феодор Иоаннович, в память об отце пожаловал «Евангелие письменное, оболочено бархатом зелёным, евангелисты сребреные».

### XVII век
В 1610 году в Смутное время монастырь был разгромлен поляками. Тогда-же, было утрачено древнее житие преподобного Тихона. Братия зарыла глубоко под спуд Трёхсвятительского (ныне Преображенского) храма мощи преподобного. Они почивают под спудом до сих пор. В 1617—1630-х годах монастырём управлял игумен Герасим, который заново начал отстройку монастыря. Строительство было закончено при схиигумене Феодосии. Тогда-же был построен новый зимний Никольский храм.
В 1677 году, при игумене Ионе, на месте старого Трёхсвятительского храма было начато строительство Преображенского собора. Это было первое каменное здание обители. В 1684 году Тихонова пустынь стала подворьем Донского монастыря в Москве. Подчинение московскому монастырю продолжалось до 1765 года.

### XVIII—XIX века
В 1765 году монастырь вновь стал самостоятельным монастырём. Обитель стала заштатным монастырем Крутицкой епархии, то есть оставленной на своем содержании. В том же году её настоятелем стал игумен Мануил. В конце XVIII века к Преображенскому собору был пристроен придел во имя святителя Тихона Амафунтского.
В 1799 году была образована Калужская епархия. Первым епископом Калужским и Боровским стал Феофилакт (Русанов). В 1805 году он утвердил текст богослужения преподобному Тихону Калужскому. В Игумен Мефодий управлял обителью в 1803—1812 годах. Во время его настоятельства было начато строительство нового Преображенского собора, была построена каменная ограда монастыря.
В 1812 году по молитвам преподобного Тихона Калуга была спасена от эпидемии холеры. После Мефодия Тихоновой пустынью управляли иеромонахи, которые очень часто сменяли друг друга. В 1830-х годах молния срубила дуб Тихона Калужского. В 1837 году из Оптиной пустыни были присланы иеромонах (будущий игумен) Геронтий (Васильев), иеромонах Ефрем (Неклюев) и ещё несколько человек братии. Иеромонахи Геронтий и Ефрем — ученики Оптинского старца Льва (Наголкина). Своими силами они смогли восстановить обитель. В первую очередь была построена часовня над исполинским дубом, отреставрированы все постройки монастыря. Геронтий скончался в 1857 году и был погребён в некрополе монастыря. В 1847 году в усыпальнице Шепелевых был похоронен костромской губернатор, тайный советник, генерал-майор Николай Жуков.
В первой половине XIX века в Оптину пустынь пришёл юноша Михаил Красильников. Со временем он стал иеромонахом. Во время пребывания в Оптиной пустыни он проходил послушание у Оптинских старцев Льва, Макария и Моисея. Видя его желание остаться в Оптиной пустыни, старец Лев незадолго до своей смерти сказал молодому иеромонаху: «Пока живи здесь, но в Тихоновой пустыни ты ещё будешь, и будешь, и будешь». В 1858 году он стал настоятелем Тихоновой пустыни. При нём в монастыре было введено старчество. Со временем Моисей был возведён в сан архимандрита. В Тихоновой пустыни архимандрит Моисей начал строительство современного монастыря, в 1879—1886 годах был построен Преображенский собор, в конце XIX века имевшего шесть престолов. В нём находилась драгоценная рака над мощами святого Тихона и усыпальница благотворителей монастыря: Шепелевых, Жуковых, Лавровых и князей Урусовых.
В восьми километрах от обители был построен Сретенский скит, в котором читали неусыпаемую Псалтырь. В скиту были два храма: в честь Сретения Господня и в честь Калужской иконы Божией Матери.
В конце XIX века в Тихоновой пустыни подвизался иеросхимонах Герасим (Брагин). Долгое время он был на послушании у раки преподобного Тихона и стал свидетелем множества чудес. Старец брал на себя большие подвиги, носил вериги и постепенно получил от Бога дар прозорливости. Последние годы жизни старец прожил в затворе. Герасим преставился в день памяти преподобного Тихона в 1898 году.

### XX век
В 1906 году, в селе Мстихино, в память о великом князе Сергее Александровиче был основан Сергиев скит. Основателем и первым игуменом скита стал иеромонах Герасим (Гаврилов). Туда приезжала великая княгиня Елизавета Федоровна — супруга убитого князя.
При игумене Тихоновой пустыни Лаврентии (Бархатове) был освящён Успенский собор в византийском стиле, строился Никольский храм, в Тихоновой слободе на месте деревянного храма была построена каменная церковь во имя Трёх Святителей.
В 1918 году монастырь был закрыт и осквернён: объявлен «первым советским культурным хозяйством имени Ленина». Были взорваны Преображенский собор и храм в честь иконы Божией Матери «Живоносный Источник» в скиту, снесена часовня и остатки дуба преподобного Тихона. Успенский храм с колокольней были доведены до аварийного состояния, разрушена большая часть каменной ограды с башнями. Последний настоятель монастыря архимандрит Платон был приговорён к смерти, однако вскоре наказание было отменено. Духовник Тихоновой пустыни иеромонах Иоасаф (Некрасов) был заморен голодом. В начале 1920-х годов на территории монастыря был размещён сельскохозяйственный техникум для инвалидов. Через некоторое время в зданиях расквартирована воинская часть. В никольском храме был устроен клуб. В конце 1920-х годов в монастыре осталось три монаха, которые совершали службы в Трёхсвятительском храме: игумен Иона (Бронников), иеромонах Палладий (Суханов) и рясофорный послушник Николай Дмитриев, а также монахиня Минодора. Во время Великой Отечественной войны на территории монастырского комплекса расквартировались сначала советские, а затем немецкие военные части.
Иеромонах Палладий до самой своей смерти окормлял верующих. Он поселился в деревне Новоскаковское. Несколько раз старца отправляли в ссылки. Он скончался в 1949 году.

### Новое время
15 апреля 1991 года решением Калужского облисполкома 15,5 гектаров земли с источником были переданы Калужской епархии Русской православной церкви, в день 500-летия со дня кончины Тихона Калужского обитель посетил патриарх Алексий. С 1991 года наместником монастыря является архимандрит Тихон (Завьялов).
Сейчас все здания монастыря отреставрированы. В 2000-х годах велись раскопки Преображенского собора, в ходе которых было найдено захоронение настоятеля Тихоновой пустыни архимандрита Моисея. В 2005 году по проекту архитектора П. Гридасовой был построен новый Преображенский собор.
В нижнем ярусе Преображенского собора находится храм во имя преподобного Тихона Калужского, где стоит резная из дерева рака над мощами святого Тихона, находящихся под спудом. Верхний Преображенский храм имеет два придела: правый в честь иконы Пресвятой Богородицы «Иверская», левый —  во имя Собора преподобных Оптинских старцев. Был восстановлен Успенский собор, освящённый в 2005 году, 71-метровая колокольня и церковь во имя Николая Чудотворца. На прежнем фундаменте часовни преподобного Тихона построена новая часовня на месте исполинского дуба, в котором подвизался преподобный Тихон Калужский. В настоящее время рядом с часовней находится новый, отросший от древнего, столетний дуб с небольшим дуплом.
В августе 2011 года на территории национального парка «Угра» освящён храм в скиту на реке Угре в честь Владимирской иконы Божией Матери (верхний) и преподобного Сергия Радонежского (нижний). Утверждается, что он расположен на предполагаемом месте стояния на Угре в 1480 году. В 2014 году во Владимирском скиту был основан музей-диорама «Великое стояние на Угре». В нём представлены экспонаты сражения, страницы Лицевого свода и работы великого художника Павла Рыженко.
При монастыре действует воскресная школа, издается «Тихоновский листок».
Во Владимирском скиту монастыря 8 июля 2017 года состоялось открытие первого официального памятника Государю и Великому князю всея Руси Ивану III Великому, при котором и произошло стояние на реке Угре.

## Список настоятелей
Игумены:
- Схиигумен Тихон Калужский (до 1492), преподобный
- Игумен Исаия
- Игумен Никандр
- Схиигумен Трифон
- Схиигумен Авраамий
- Схиигумен Иосиф
- Архимандрит схимник Иродион
- Схиигумен Пахомий
- Схиигумен Герасим (1617—1630)
- Схиигумен Феодосий (1648—1654)
- Схиигумен Иона I (1661—1671)
- Схиигумен Иона II (1671—1684)

Наместники из Донского монастыря (строители):
- Иеромонах Исаия (1684—?)
- Иеромонах Гервасий
- Иеромонах Антоний
- Иеромонах Дамаскин
- Иеромонах Нектарий
- Иеромонах Игнатий
- Иеромонах Иосиф
- Иеромонах Тихон
- Иеромонах Филарет
- Иеромонах Ипатий

После восстановления самостоятельности в 1765 году:
- Игумен Мануил (1765—1784)
- Иеромонах Иринарх (1784—1785)
- Иеромонах Иеремия (1785—1789)
- Иеромонах Андрей (1789)
- Игумен Иоасаф (1789—1803)
- Игумен Мефодий (1803—1812)
- Иеромонах Корнилий (1812—1813)
- Иеромонах Михаил (1813—1816)
- Иеромонах Митрофан (1830)
- Иеромонах Ираклий (1830—1835)
- Иеромонах Аарон (1835—1836)
- Иеромонах Паисий (1836—1837)
- Игумен Геронтий (Васильев) (1837—1857)
- Иеромонах Паисий (Аксёнов) (1857—1858)
- Архимандрит Моисей (Красильников) (1858—1895)
- Архимандрит Моисей (Котельников) (1895—1903)
- Архимандрит Лаврентий (Бархатов) (1903—1915)
- Архимандрит Платон (Бездетков) (1915—1918)
- Игумен Иона (Бронников) (1923—1933)
- Архимандрит Тихон (Завьялов) (1991 — н. в.)

## Постройки
В настоящее время монастырский комплекс включает в себя:
- Собор Успения Пресвятой Богородицы (1904)
- Преображенский собор с нижним храмом во имя преподобного Тихона Калужского (2005, фундамент 1677)
- Колокольня (1894)
- Никольский трапезный храм (1908)
- Трёхсвятительская церковь (1905). Находится за территорией основного монастырского комплекса.
- Церковь Всех скорбящих радость (1907) с больничным корпусом.
- Часовня на месте дуба преподобного Тихона (2006)
- Храм в честь преподобного Ефрема Сирина (в Ефремовском скиту)
- Храм Владимирской иконы Божией Матери с нижним храмом во имя преподобного Сергия (во Владимирском скиту) (2010)
- Церковь иконы Божией Матери Живоносный источник (в скиту Живоносного источника, 1994 год)
- Музей истории монастыря
- Братские келии
- Музей-диорама «Великое Стояние на Угре» (во Владимирском скиту)

## Скиты и подворья
1. Владимирский скит (село Дворцы, Дзержинский район)
2. Скит иконы Божией Матери Живоносный источник (с источником преподобного Тихона Калужского)
3. Ефремовский скит
4. Сергиев скит
5. Сретенский скит[38].

## Святыни
- Мощи преподобного Тихона Калужского,
- Икона Тихона Калужского XIX века,
- Икона с мощами Оптинских старцев,
- Икона святителя Николая, привезённая из города Бари,
- Икона благоверного князя Александра Невского, написанная в память о спасении жизни царя Александра III во время покушения,
- Икона великомученика и целителя Пантелеимона,
- Иверская икона Божией Матери[34].

## Некрополь
Некрополь Тихоновой пустыни находится возле Преображенского собора монастыря. В XIX веке в подклете собора была устроена усыпальница благотворителей обители.
В 1627 году в некрополе был похоронен боярин и воевода, князь Иван Воротынский. Через год рядом с ним была захоронена его жена Мария Буйносова-Ростовская.
В XIX веке в монастыре были похоронены: вологодский губернатор Василий Путинцов, костромской губернатор Николай Жуков, правитель Русской Америки Семён Яновский, помещик Сергей Нарышкин, бригадир Иван Шепелев, графиня Евгения Тур, архимандрит Моисей (Красильников).
В некрополе были захоронены представители многих дворянских родов: Воротынские, Нарышкины, Сухово-Кобылины, Яновские, Жуковы, Шепелевы.